# マルタナの丘
「マルタナの丘」（マルタナのおか）は、七緒香の5枚目のシングル。

## 概要
カップリングの「感情のしっぽ」をアルバム・バージョンとして収録した2枚目のアルバム『はじまりのうた』となった本作は、七緒自身の嗜好性が高い曲に仕上がった。毎日放送『爆烈!シャンプー』エンディング・テーマ。七緒にとってラストシングルとなり、オリコンチャートにはランクインしなかった。

## 批評
CDジャーナルは「特にオーソドックスな言葉の隙間に印象的なフレーズを滑り込ませる名手として注目していい」と評した。

## 収録曲
1. マルタナの丘
作詞・作曲：七緒香　編曲：小澤正澄
2. 感情のしっぽ
作詞・作曲：七緒香　編曲：小澤正澄
3. マルタナの丘 (inst.)
4. 感情のしっぽ (inst.)

## 参加ミュージシャン
- 小澤正澄（PAMELAH） - ギター、ベース、キーボード、プログラミング